# Shouganai Yume Oibito
Shouganai Yume Oibito (しょうがない 夢追い人 Soñador sin Remedio?) Es el sencillo N°39 de Morning Musume. Fue lanzado bajo el sello zetima el 13 de mayo de 2009. El CD fue lanzado en una edición regular y dos limitadas, Limited A y Limited B, el mismo día. El Single V fue lanzado el 20 de mayo de 2009 y la versión Event V el 30 de mayo de 2009. 

## Información
"3, 2, 1 BREAKIN'OUT!" Fue el tema oficial de Anime Expo 2009, donde Morning Musume fueron invitadas de honor en julio de 2009. Tras el lanzamiento del sencillo, Anime Expo anunció en su sitio web que Morning Musume, en colaboración con MySpace, estaba llevando a cabo un concurso mundial para crear un video musical para una versión abreviada de la canción. UP-FRONT WORKS había lanzado una serie de videos de los miembros de Morning Musume actuando en frente a una pantalla verde para que los solicitantes usen al aceptar el concurso y las reglas de uso. Los resultados del concurso se anunciaron en Anime Expo 2009 durante el concierto de Morning Musume, y el ganador recibió 390.000 yenes.

## Canciones del sencillo

### CD
- Shouganai Yume Oibito (しょうがない夢追い人)
- 3, 2, 1 BREAKIN'OUT! (3, 2, 1 RUPTURA!)
- Shouganai Yume Oibito (Instrumental)

### Edición Limitada A DVD
- Shouganai Yume Oibito (Dance Shot Ver.)Vestido utilizado por el grupo en el dance shot de Shouganai Yume Oibito.

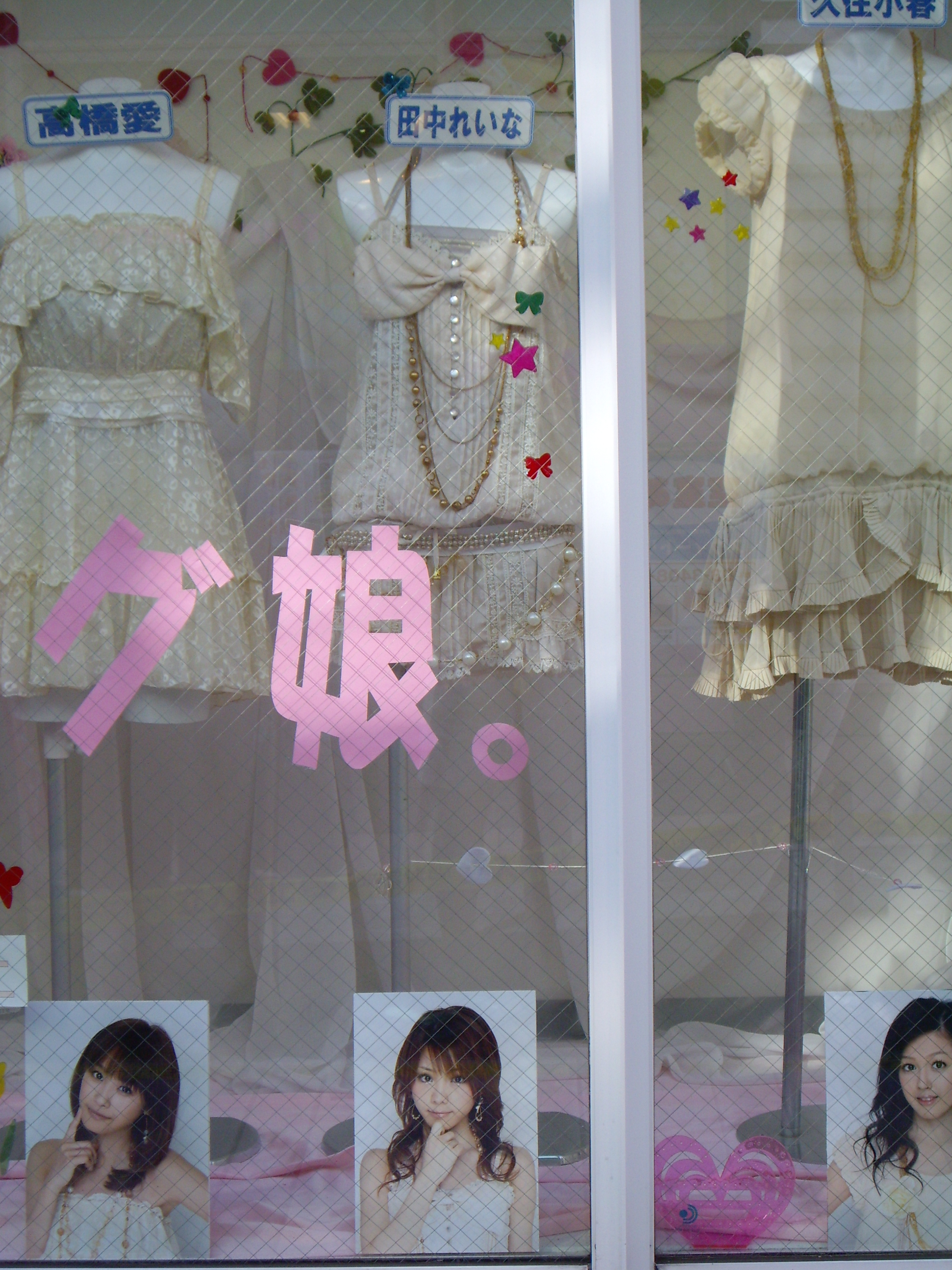
Vestido utilizado por el grupo en el dance shot de Shouganai Yume Oibito.

### Edición Limitada B DVD
- Shouganai Yume Oibito (Close-up Ver.)

### Single V
- Shouganai Yume Oibito (MV)
- Shouganai Yume Oibito (Drama Ver.)
- Making Eizou (メイキング映像)

### Event V
- Shouganai Yume Oibito (Takahashi Ai Ver.)
- Shouganai Yume Oibito (Niigaki Risa Ver.)
- Shouganai Yume Oibito (Kamei Eri Ver.)
- Shouganai Yume Oibito (Michishige Sayumi Ver.)
- Shouganai Yume Oibito (Tanaka Reina Ver.)
- Shouganai Yume Oibito (Kusumi Koharu Ver.)
- Shouganai Yume Oibito (Mitsui Aika Ver.)
- Shouganai Yume Oibito (Junjun Ver.)
- Shouganai Yume Oibito (Linlin Ver.)

## Miembros presentes en el sencillo
- 5ª Generación: Ai Takahashi, Risa Niigaki
- 6ª Generación: Eri Kamei, Sayumi Michishige, Reina Tanaka
- 7ª Generación: Koharu Kusumi
- 8ª Generación: Aika Mitsui, Junjun, Linlin